# Alice Pedrazzi
Alice Pedrazzi (Milano, 7 marzo 1978) è un'ex cestista e giornalista italiana.
Alta 190 cm, in campo giocava da centro.

## Biografia
Figlia d'arte: il padre Werther è un ex cestista e in seguito firma del Corriere della Sera.
Oggi è dirigente e giornalista, occupandosi di Terziario in ambito dirigenziale e di Sport, Costume e Società e Cultura in ambito giornalistico.
Dopo la carriera sportiva, è diventata dirigente della Confcommercio territoriale, dedicandosi alla gestione dei temi e delle politiche del terziario, del turismo, del commercio, delle professioni, dei trasporti e della logistica.
Non dimenticando la passione e la competenza tecnica maturata in ambito sportivo, dal 2009 al 2015 è stata una delle voci di Rai Sport per il basket, maschile e femminile.
Per la Rai ha commentato, in coppia con i telecronisti Massimiliano Mascolo, Franco Lauro, Maurizio Fanelli ed Edi Dembinski 2 Campionati Europei ed 1 campionato Mondiale femminile, i campionati di Serie A1 italiana femminile e maschile e le gare della Nazionale Italiana femminile e maschile.
Numerose sono le collaborazioni giornalistiche, con testate televisive (Rai, Sportitalia, etc) e della carta stampata (La Stampa, Innovare, etc), in ambito sportivo, di costume, società e cultura e sulle tematiche del commercio, del turismo e del terziario.

## Carriera
Cresciuta cestisticamente nelle giovanili della Pallacanestro Milano, di Rho e Vittuone, e vestendo la maglia di tutte le Nazionali giovanili, esordisce in serie A1 e in Nazionale Maggiore nel 1998.
Disputa numerosi campionati di serie A1 e diverse volte la FibaEuropeCup, vestendo le casacche di Vittuone, La Spezia, Alessandria e Taranto e partecipando a numerose competizioni internazionali con la maglia della Nazionale Maggiore, sotto la guida dei ct Riccardo Sales e Aldo Corno.
Nel settembre del 2001 con la maglia azzurra vince la medaglia d'argento ai Giochi del Mediterraneo di Tunisi e nel novembre dello stesso anno, sempre indossando la maglia della Nazionale Italiana, è la Miglior Realizzatrice dell'All Star Game disputato a Parma.
Conclude la carriera sportiva nella stagione 2005-06.

## Statistiche
Dati aggiornati al 22 luglio 2011.
| Stagione        | Squadra             | Competizione | Partite | Partite | Partite | Statistiche tiro | Statistiche tiro | Statistiche tiro | Altre statistiche | Altre statistiche | Altre statistiche | Altre statistiche | Altre statistiche |
| Stagione        | Squadra             | Competizione | Pres.   | Titol.  | Minuti  | Tiri da 2        | Tiri da 3        | Liberi           | Rimb.             | Assist            | Rubate            | Stopp.            | Punti             |
| --------------- | ------------------- | ------------ | ------- | ------- | ------- | ---------------- | ---------------- | ---------------- | ----------------- | ----------------- | ----------------- | ----------------- | ----------------- |
| 1998-1999       | Bees Pavia          | Serie A1     | 22      |         | 436     | 53/103           | 0/4              | 28/39            | 71                | 1                 | 13                |                   | 134               |
| 1999-2000       | Athletic Spezia     | Serie A1     | 32      |         | 679     | 100/221          | 1/8              | 24/44            | 83                | 5                 | 17                |                   | 227               |
| 2000-2001       | Athletic Spezia     | Serie A1     | 30      |         | 652     | 129/251          | 1/7              | 59/89            | 65                | 1                 | 18                |                   | 320               |
| 2001-2002       | Athletic Spezia     | Serie A1     | 23      |         | 621     | 94/195           | 3/10             | 36/51            | 87                | 9                 | 34                |                   | 233               |
| 2002-2003       | Copra Alessandria   | Serie A1     | 12      |         | 197     | 28/54            | 0/3              | 12/20            | 25                | 1                 | 4                 |                   | 68                |
| 2003-2004       | Copra Alessandria   | Serie A1     | 26      |         | 456     | 38/89            | 2/5              | 13/26            | 62                | 4                 | 14                | 2                 | 118               |
| 2005-2006       | Pasta Ambra Taranto | Serie A1     | 29      | 3       | 291     | 33/68            | 1/3              | 13/17            | 50                | 3                 | 0                 | 13                | 82                |
| Totale carriera |                     |              |         |         |         |                  |                  |                  |                   |                   |                   |                   |                   |